# 福田満樹
福田 満樹（ふくだ みつき、1999年12月25日 - ）は、福岡県福岡市出身のプロ野球選手（捕手）。

## 経歴
福岡市立早良小学校3年のときに「福岡早良ホークス」で野球を始め、福岡市立早良中学校時代は軟式クラブ「ダンカーズ」でプレー。当初からポジションは捕手だった。東福岡高等学校では1年秋からベンチ入りし、3年夏には「3番・捕手」としてチームを牽引した。夏の県大会では久留米商業高校に4回戦で敗退した。
大学は福岡六大学野球連盟に所属する九州産業大学硬式野球部で怪我なくプレーを続けるも、実力不足で補欠扱いとなる。4年間でのリーグ戦出場は、4年春、3試合に途中出場したのみだった。大学卒業後も野球を続ける意向だったが、社会人などからのオファーはない状況だった。
大学4年夏に会った、米国独立リーグでの経験のある松坂賢の影響で海外でのプレーを志すようになる。2022年2月に単身で渡米し、トラベリングチーム「アジアンブリーズ」に参加し、同チーム主催のトライアウトリーグ「アリゾナスカウティングリーグ」でプレー。同リーグでトップの盗塁阻止率を記録するなどの守備面での好評価を受け、フロンティアリーグのオタワ・タイタンズとの契約を結んだ。
同年はチーム最年少ながら守備面で信頼を勝ち取り、リーグ戦全96試合中35試合でスタメンマスクをかぶる。盗塁阻止率は5割近くを記録するも、打率は.194にとどまり、打撃面で課題を残した。福田は翌年も同球団でのプレーを希望し、2023年シーズンの再契約を結んだ。また、同年も「アジアンブリーズ」に参加している。シーズンでは捕手としてはパスボールの減少やフレーミング技術の向上など成長を見せたものの、打撃面ではこの年も苦しんで打率.145にとどまり、怪我もあって満足なプレーができなかったと振り返っている。
2024年は、九州アジアリーグに準加盟して一部の公式戦に参加する佐賀インドネシアドリームズに外野手登録で所属となった。背番号は00。4月に初開催された宮崎サンシャインズとの公式戦2試合に「3番・左翼手」として出場した。4月30日に退団が発表され、5月7日に自由契約公示された。球団Instagramでは、前年までも所属したオタワ・タイタンズへの移籍のための退団と発表している。4月中にはカナダにわたっており、タイタンズへの合流前にインターカウンティ・ベースボール・リーグのチャタム・ケント・バーンストーマーズでプレーしている。なお、同年中に実際にタイタンズの一員として試合に出場することはなかった。
2025年1〜2月、アレックス・ラミレスが結成した特別編成チーム "ジャパンブリーズ" に加わってメキシコ遠征に参加し、カリブ海沿岸諸国のウィンターリーグ王者が集う国際大会・第67回カリビアンシリーズに出場した。

## 選手としての特徴
捕手としての守備力が高く、二塁送球の正確さが評価されている。二塁送球タイムは2022年に1.8秒台を記録し、盗塁阻止率も高い。打撃について、福田自身では広角に強いラインドライブの打球を打てることが武器で、動くボールにも対応できるバットコントロールにも自信があると語っていたが、フロンティアリーグ1年目・2年目ともに結果を残せなかった。

## 詳細情報

### 北米独立リーグでの年度別打撃成績
| 年 度     | 球 団      | 試 合 | 打 席 | 打 数 | 得 点 | 安 打 | 二 塁 打 | 三 塁 打 | 本 塁 打 | 塁 打 | 打 点 | 盗 塁 | 盗 塁 死 | 犠 打 | 犠 飛 | 四 球 | 敬 遠 | 死 球 | 三 振 | 併 殺 打 | 打 率 | 出 塁 率 | 長 打 率 | O P S |
| --------- | ---------- | ----- | ----- | ----- | ----- | ----- | -------- | -------- | -------- | ----- | ----- | ----- | -------- | ----- | ----- | ----- | ----- | ----- | ----- | -------- | ----- | -------- | -------- | ----- |
| 2022      | タイタンズ | 35    | 95    | 72    | 8     | 14    | 0        | 1        | 0        | 16    | 10    | 1     | 0        | 4     | 3     | 14    | 0     | 2     | 28    | 0        | .194  | .330     | .222     | .552  |
| 2023      | タイタンズ | 47    | 97    | 83    | 10    | 12    | 1        | 0        | 0        | 13    | 2     | 0     | 0        | 1     | 0     | 12    | -     | 1     | 24    | -        | .145  | .260     | .157     | .417  |
| 通算：2年 | 通算：2年  | 82    | 192   | 155   | 18    | 26    | 1        | 1        | 0        | 29    | 12    | 1     | 0        | 5     | 3     | 26    | -     | 3     | 52    | -        | .168  | .294     | .187     | .481  |

- 2023年シーズン終了時

### 背番号
- 30 （2022年 - 2023年）
- 00[注 1] （2024年 - 同年5月6日）